# La Guéroulde
La Guéroulde – miejscowość i gmina we Francji, w regionie Normandia, w departamencie Eure. W 2013 roku populacja gminy wynosiła 856 mieszkańców. 
1 stycznia 2016 roku połączono trzy wcześniejsze gminy: Breteuil, Cintray oraz La Guéroulde. Siedzibą gminy została miejscowość Breteuil, a nowa gmina przyjęła jej nazwę. 